# David Terans
Miguel David Terans Pérez (Montevideo, 11 de agosto de 1994) es un futbolista uruguayo que juega de mediocentro ofensivo en el Club Atlético Peñarol de la Primera División de Uruguay.

## Trayectoria
Se inició en el baby fútbol en Ituzaingó y después pasó por Ombú y Málaga. Siempre vivió en el barrio Jardines del Hipódromo, realizó las formativas en Rentistas, su padre lo llevaba cada día a la práctica. En esa época, con 16 años, ayudaba a su familia debido a su situación económica, repartía papas con su padre por diferentes barrios, hasta que llegó a Cuarta División, tuvo un gran año y el técnico del plantel absoluto, Adolfo Barán, se fijó en David y lo ascendió al primer equipo, para el segundo semestre de la temporada 2012-13.
El 2 de marzo de 2013 debutó como profesional en la fecha 11 del Campeonato Uruguayo de Segunda División, a pesar de ser su primer partido, fue titular para enfrentar a Rocha, jugó 60 minutos y el partido terminó 3-1 a favor. Terans debutó con 18 años y 203 días. Al siguiente partido, el 9 de marzo, anotó su primer gol como profesional, frente a Rampla Juniors, el partido terminó 2 a 1 a gracias a que ingresó en los últimos minutos del encuentro para marcar el gol de la victoria.
Jugó 16 partidos en el campeonato, anotó 2 goles y dio una asistencia, Rentistas finalizó en tercer lugar empatados en puntos con Miramar Misiones y jugaron un playoff por el segundo ascenso. En el partido de ida, no tuvo minutos. Pero el 29 de junio, en el partido decisivo por el ascenso a la máxima categoría del fútbol uruguayo, fue titular y anotó 2 goles, el encuentro terminó 3-0 a favor. Rentistas ascendió a Primera División con Terans como figura en el último partido, disputó 17 partidos en su primera temporada y anotó 4 goles.
Debutó en la máxima categoría el 24 de agosto de 2013, en la fecha 2 del Torneo Apertura, contra Nacional, realizaron un buen partido pero al minuto 95 los tricolores anotaron y perdieron por la mínima. En el siguiente encuentro jugaron contra Peñarol y ganaron 3-2. Sus dos primeros partidos en Primera fueron contra los clubes más poderosos del país, además se jugaron en el Estadio Centenario, fueron sus primeros partidos en el estadio más importante de Uruguay. El 20 de octubre anotó su primer gol en la máxima división, fue contra Cerro Largo en la fecha 7 a domicilio, ganaron 2-3. El 24 de noviembre jugaron contra Defensor Sporting, fue suplente e ingresó en el segundo tiempo, el partido lo perdían 3-5, pero David anotó su primer doblete y brindó una asistencia para dar vuelta el marcador, ganaron 6-5 en el Complejo Rentistas. La fecha siguiente, se enfrentó al club del cual es hincha, Danubio, en su barrio, Jardines, ingresó al minuto 66 con el partido 0-1 a favor y anotó su segundo doblete, por lo que ganaron 0-3. Rentistas tuvo un buen primer semestre, finalizaron el Torneo Apertura en quinto lugar, Terans estuvo presente en 11 oportunidades y anotó 5 goles. En el Torneo Clausura, también disputó 11 partidos, anotó 2 goles y quedaron en la posición 10. En la tabla anual quedaron en sexto lugar, por lo que clasificaron por primera vez en la historia del club a un torneo internacional, la Copa Sudamericana. David utilizó el dorsal número 10 en todo el campeonato.
Debutó a nivel internacional, el 19 de agosto de 2014, en el partido de ida de la primera ronda de la Sudamericana, se enfrentó como titular a Cerro Porteño en Paraguay pero perdieron 2-0. En la vuelta, jugó como titular, ganaron 1-0, dio la asistencia en el gol pero quedaron eliminados por un global de 2-1 en contra. En el plano local, tuvo un gran rendimiento en el comienzo del Torneo Apertura, en los primeros 5 partidos, anotó 4 goles y dio 2 asistencias. Rentistas finalizó en la posición 11, Terans jugó 14 partidos, anotó 4 goles y dio 4 asistencias. En el Torneo Clausura, tuvo continuidad nuevamente, al disputar 14 partidos, pero no convirtió, Rentistas finalizó en el lugar 14 tras una temporada irregular.
Para la temporada 2015-16, asumió como técnico Valentín Villazán. Terans jugó los 15 partidos del Torneo Apertura, anotó 3 goles y dio 6 asistencias. Finalizaron en la posición 10 del torneo. En el Torneo Clausura del 2016, tuvieron un nivel irregular, David jugó los 15 partidos pero no convirtió goles. En la última fecha Rentistas descendió de categoría.
El 25 de junio de 2016, viajó a Chile para incorporarse a Santiago Wanderers, fue pedido por el entrenador uruguayo Eduardo Espinel. Con los Caturros comenzó de buena forma, en sus primeros 4 partidos en la Primera División de Chile convirtió 1 gol y brindó 2 asistncias. Su rendimiento se vería mermado a mitad de torneo debido a una lesión.
Durante el Apertura 2016 convirtió tres goles en trece partidos, culminaron en el puesto once después de pelear el campeonato gran parte del tiempo. Para el Clausura 2017 jugó 12 encuentro, convirtió 3 goles y dio 2 pases de gol, finalizaron en la posición 15. Debido a que esa temporada solo un equipo descendió de categoría, Santiago Wanderers permaneció en Primera, ya que finalizó en penúltima posición en la tabla acumulada.
A mediados de 2021 fue fichado por el Club Athletico Paranaense.

## Selección nacional
Fue incluido en una lista preliminar para ser parte de la selección de Uruguay de cara a los Juegos Panamericanos de 2015. Finalmente no quedó en la convocatoria definitiva y sus colegas lograron la medalla de oro.
El 2 de septiembre de 2021 debutó con la selección absoluta de Uruguay en un encuentro de clasificación para el Mundial 2022 ante Perú, el entrenador Óscar Washington Tabárez lo hizo ingresar al minuto 66 en el Estadio José Díaz y empataron 1-1.

## Estadísticas

### Clubes
Actualizado al último partido disputado el 30 de junio de 2024.
| Club                             | Div.          | Temporada     | Liga  | Liga  | Liga   | Estatal | Estatal | Estatal | Copas nacionales | Copas nacionales | Copas nacionales | Copas internacionales | Copas internacionales | Copas internacionales | Total | Total | Total  |
| Club                             | Div.          | Temporada     | Part. | Goles | Asist. | Part.   | Goles   | Asist.  | Part.            | Goles            | Asist.           | Part.                 | Goles                 | Asist.                | Part. | Goles | Asist. |
| -------------------------------- | ------------- | ------------- | ----- | ----- | ------ | ------- | ------- | ------- | ---------------- | ---------------- | ---------------- | --------------------- | --------------------- | --------------------- | ----- | ----- | ------ |
| C. A. Rentistas · Uruguay        | 2.ª           | 2012-13       | 17    | 4     | 1      | -       | -       | -       | -                | -                | -                | -                     | -                     | -                     | 17    | 4     | 1      |
| C. A. Rentistas · Uruguay        | 1.ª           | 2013-14       | 22    | 7     | 2      | -       | -       | -       | -                | -                | -                | -                     | -                     | -                     | 22    | 7     | 2      |
| C. A. Rentistas · Uruguay        | 1.ª           | 2014-15       | 28    | 4     | 4      | -       | -       | -       | -                | -                | -                | 2                     | 0                     | 1                     | 30    | 4     | 4      |
| C. A. Rentistas · Uruguay        | 1.ª           | 2015-16       | 30    | 3     | 8      | -       | -       | -       | -                | -                | -                | -                     | -                     | -                     | 30    | 3     | 8      |
| C. A. Rentistas · Uruguay        | Total club    | Total club    | 97    | 18    | 15     | 0       | 0       | 0       | 0                | 0                | 0                | 2                     | 0                     | 1                     | 99    | 18    | 16     |
| C. D. Santiago Wanderers · Chile | 1.ª           | 2016-17       | 25    | 6     | 4      | -       | -       | -       | 2                | 0                | 0                | -                     | -                     | -                     | 27    | 6     | 4      |
| C. D. Santiago Wanderers · Chile | Total club    | Total club    | 25    | 6     | 4      | 0       | 0       | 0       | 2                | 0                | 0                | 0                     | 0                     | 0                     | 27    | 6     | 4      |
| Danubio F. C. · Uruguay          | 1.ª           | 2017          | 14    | 8     | 1      | -       | -       | -       | -                | -                | -                | -                     | -                     | -                     | 14    | 8     | 1      |
| Danubio F. C. · Uruguay          | 1.ª           | 2018          | 20    | 14    | 6      | -       | -       | -       | -                | -                | -                | 2                     | 0                     | 0                     | 22    | 14    | 6      |
| Danubio F. C. · Uruguay          | Total club    | Total club    | 34    | 22    | 7      | 0       | 0       | 0       | 0                | 0                | 0                | 2                     | 0                     | 0                     | 36    | 22    | 7      |
| C. Atlético Mineiro · Brasil     | 1.ª           | 2018          | 19    | 1     | 1      | -       | -       | -       | -                | -                | -                | -                     | -                     | -                     | 19    | 1     | 1      |
| C. Atlético Mineiro · Brasil     | 1.ª           | 2019          | 4     | 0     | 0      | 8       | 1       | 0       | -                | -                | -                | 2                     | 0                     | 0                     | 14    | 1     | 0      |
| C. Atlético Mineiro · Brasil     | Total club    | Total club    | 23    | 1     | 1      | 8       | 1       | 0       | 0                | 0                | 0                | 2                     | 0                     | 0                     | 33    | 2     | 1      |
| C. A. Peñarol · Uruguay          | 1.ª           | 2020          | 29    | 15    | 5      | -       | -       | -       | -                | -                | -                | 8                     | 0                     | 1                     | 37    | 15    | 6      |
| C. A. Peñarol · Uruguay          | 1.ª           | 2021          | -     | -     | -      | -       | -       | -       | -                | -                | -                | 6                     | 3                     | 3                     | 6     | 3     | 3      |
| C. A. Peñarol · Uruguay          | Total club    | Total club    | 29    | 15    | 5      | 0       | 0       | 0       | 0                | 0                | 0                | 14                    | 3                     | 4                     | 43    | 18    | 9      |
| C. Athletico Paranaense · Brasil | 1.ª           | 2021          | 29    | 6     | 7      | -       | -       | -       | 9                | 2                | 1                | 7                     | 1                     | 2                     | 45    | 9     | 10     |
| C. Athletico Paranaense · Brasil | 1.ª           | 2022          | 31    | 12    | 4      | 4       | 2       | 0       | 4                | 0                | 2                | 14                    | 3                     | 3                     | 53    | 17    | 9      |
| C. Athletico Paranaense · Brasil | 1.ª           | 2023          | 9     | 0     | 0      | 14      | 4       | 7       | 3                | 0                | 0                | 5                     | 1                     | 1                     | 31    | 5     | 8      |
| C. Athletico Paranaense · Brasil | Total club    | Total club    | 69    | 18    | 11     | 18      | 6       | 7       | 16               | 2                | 3                | 26                    | 5                     | 6                     | 129   | 31    | 27     |
| C. F. Pachuca · México           | 1.ª           | 2023-24       | 11    | 0     | 0      | -       | -       | -       | -                | -                | -                | 1                     | 0                     | 0                     | 12    | 0     | 0      |
| C. F. Pachuca · México           | Total club    | Total club    | 11    | 0     | 0      | 0       | 0       | 0       | 0                | 0                | 0                | 1                     | 0                     | 0                     | 12    | 0     | 0      |
| Fluminense F.C. · Brasil         | 1.ª           | 2024          | 7     | 0     | 0      | 6       | 0       | 1       | 2                | 1                | 0                | 2                     | 0                     | 0                     | 17    | 1     | 1      |
| Fluminense F.C. · Brasil         | Total club    | Total club    | 7     | 0     | 0      | 6       | 0       | 1       | 2                | 1                | 0                | 2                     | 0                     | 0                     | 17    | 1     | 1      |
| C.A. Peñarol Uruguay             | 1.ª           | 2025          | 0     | 0     | 0      | 0       | -       | -       | -                | 0                | 0                | 0                     | 0                     | 0                     | 0     | 0     | 0      |
| C.A. Peñarol Uruguay             | Total club    | Total club    | 0     | 0     | 0      | 0       | 0       | 0       | 0                | 0                | 0                | 0                     | 0                     | 0                     | 0     | 0     | 0      |
| Total carrera                    | Total carrera | Total carrera | 295   | 80    | 43     | 32      | 7       | 8       | 20               | 3                | 3                | 49                    | 8                     | 11                    | 396   | 98    | 65     |
| 1. 2. 3. 4.                      |               |               |       |       |        |         |         |         |                  |                  |                  |                       |                       |                       |       |       |        |

### Selección
Actualizado al último partido disputado el 9 de septiembre de 2021.
| Selección          | Temporada         | Continental | Continental | Continental | Mundial | Mundial | Mundial | Amistosos | Amistosos | Amistosos | Total | Total | Total  |
| Selección          | Temporada         | Part.       | Goles       | Asist.      | Part.   | Goles   | Asist.  | Part.     | Goles     | Asist.    | Part. | Goles | Asist. |
| ------------------ | ----------------- | ----------- | ----------- | ----------- | ------- | ------- | ------- | --------- | --------- | --------- | ----- | ----- | ------ |
| Absoluta · Uruguay | 2021              | 2           | 0           | 0           | -       | -       | -       | 0         | 0         | 0         | 2     | 0     | 0      |
| Absoluta · Uruguay | Total sel.        | 2           | 0           | 0           | 0       | 0       | 0       | 0         | 0         | 0         | 2     | 0     | 0      |
| Total selecciones  | Total selecciones | 2           | 0           | 0           | 0       | 0       | 0       | 0         | 0         | 0         | 2     | 0     | 0      |
| 1.                 |                   |             |             |             |         |         |         |           |           |           |       |       |        |

## Palmarés

### Títulos nacionales
| Título            | Club    | País    | Año  |
| ----------------- | ------- | ------- | ---- |
| Torneo Intermedio | Peñarol | Uruguay | 2025 |

### Títulos internacionales
| Título              | Club             | País    | Año  |
| ------------------- | ---------------- | ------- | ---- |
| Copa Sudamericana   | C. A Paranaense  | Uruguay | 2021 |
| Recopa Sudamericana | Fluminense F. C. | Brasil  | 2024 |

(*) Incluyendo la selección.

### Títulos estatales
| Título                | Club            | País   | Año  |
| --------------------- | --------------- | ------ | ---- |
| Campeonato Paranaense | C. A Paranaense | Brasil | 2023 |

### Distinciones individuales
| Distinción                                                                  | Año  |
| --------------------------------------------------------------------------- | ---- |
| El tapado de la fecha para Referí (fecha 15, Torneo Apertura) con Rentistas | 2015 |
| Premios AUF - Jugador destacado del mes (febrero) con Danubio               | 2018 |
| Premios AUF - Mejor jugador del mes (abril) con Danubio                     | 2018 |
| Máximo goleador Torneo Apertura (10 goles) con Danubio                      | 2018 |
| Premios AUF - Jugador destacado del mes (agosto) con Peñarol                | 2020 |
| Premios AUF - Mejor jugador del mes (septiembre) con Peñarol                | 2020 |
| Premios AUF - Jugador destacado del mes (diciembre-enero) con Peñarol       | 2021 |
| Premios AUF - Equipo ideal de la temporada (2020) con Peñarol               | 2021 |